# Escuela de Medicina de la Universidad de Nueva York
La Escuela de Medicina de la Universidad de Nueva York, oficialmente Escuela Grossman de Medicina de la Universidad de Nueva York, es una facultad universitaria de la Universidad de Nueva York que se dedica a la enseñanza de medicina. Fundada en 1841 como University Medical College, es una de las escuelas de medicina más importantes de los Estados Unidos, ocupando el noveno puesto en investigación según U.S. News & World Report. En 2014, atrajo más de U$ 304.5 millones en fondos de investigación externa de los Institutos Nacionales de la Salud. A partir de 2017, es una de las escuelas de medicina más selectivas de los Estados Unidos , con una tasa de aceptación del 1,6%. En agosto de 2018, la Escuela de Medicina anunció que ofrecería becas de matrícula completa a todos los estudiantes actuales y futuros en su programa de Doctor en Medicina, independientemente de su necesidad o mérito.
La Escuela de Medicina es parte del Centro Médico Langone de la Universidad de Nueva York. Se encuentra ubicado en 550 First Avenue en la ciudad de Nueva York. La Facultad de Medicina tiene 1.177 profesores a tiempo completo y 3.091 profesores a tiempo parcial. Además, hay 104 cátedras, 1.078 residentes/becarios, 68 candidatos a MD/Ph.D.  y 400 becarios posdoctorales a partir de 2011. Los graduados de la Escuela de Medicina de la Universidad de Nueva York son aceptados en programas de residencia competitivos y centros médicos líderes.